# Pygaerina
Pygaerina is een geslacht van vlinders van de familie tandvlinders (Notodontidae), uit de onderfamilie Notodontinae.

## Soorten
- P. angulata Gaede, 1928
- P. fasciata Gaede, 1928
- P. hepatica Kiriakoff, 1967
- P. lamto Kiriakoff, 1968
- P. lugubris Gaede, 1928
- P. mediopurpurea Kiriakoff, 1960
- P. nigridorsa Kiriakoff, 1968
- P. privata Gaede, 1928
- P. radiata Kiriakoff, 1965